# ادوارد پالمر تامپسون
ادوارد پالمر تامپسون (۳ مارس ۱۹۲۴ – ۲۸ اوت ۱۹۹۳) مورخ، نویسندهٔ سوسیالیست و مبارز صلح بود. او را امروزه بیش‌تر برای پژوهش تاریخی‌اش دربارهٔ جنبش‌های رادیکال اواخر سدهٔ ۱۸ و اوایل سدهٔ ۱۹ میلادی در انگلستان و بریتانیا می‌شناسند و به ویژه با کتاب تکوین طبقهٔ کارگر در انگلستان (۱۹۶۳). از او هم‌چنین زندگی‌نامه‌های موثقی دربارهٔ ویلیام موریس (۱۹۵۵) و ویلیام بلیک (۱۹۹۳) به چاپ رسیده‌است. تامپسون روزنامه‌نگار پرکار و مقاله‌نویس قدری بود. وی یک رمان و مجموعه‌ای از اشعار خویش را نیز منتشر کرده‌است.
 آثار او را در زمرهٔ مهم‌ترین تألیفات در حوزهٔ تاریخ کارگری و تاریخ اجتماعی در اواخر قرن بیستم می‌گنجانند که تأثیری بین‌المللی بر جای گذاشت.

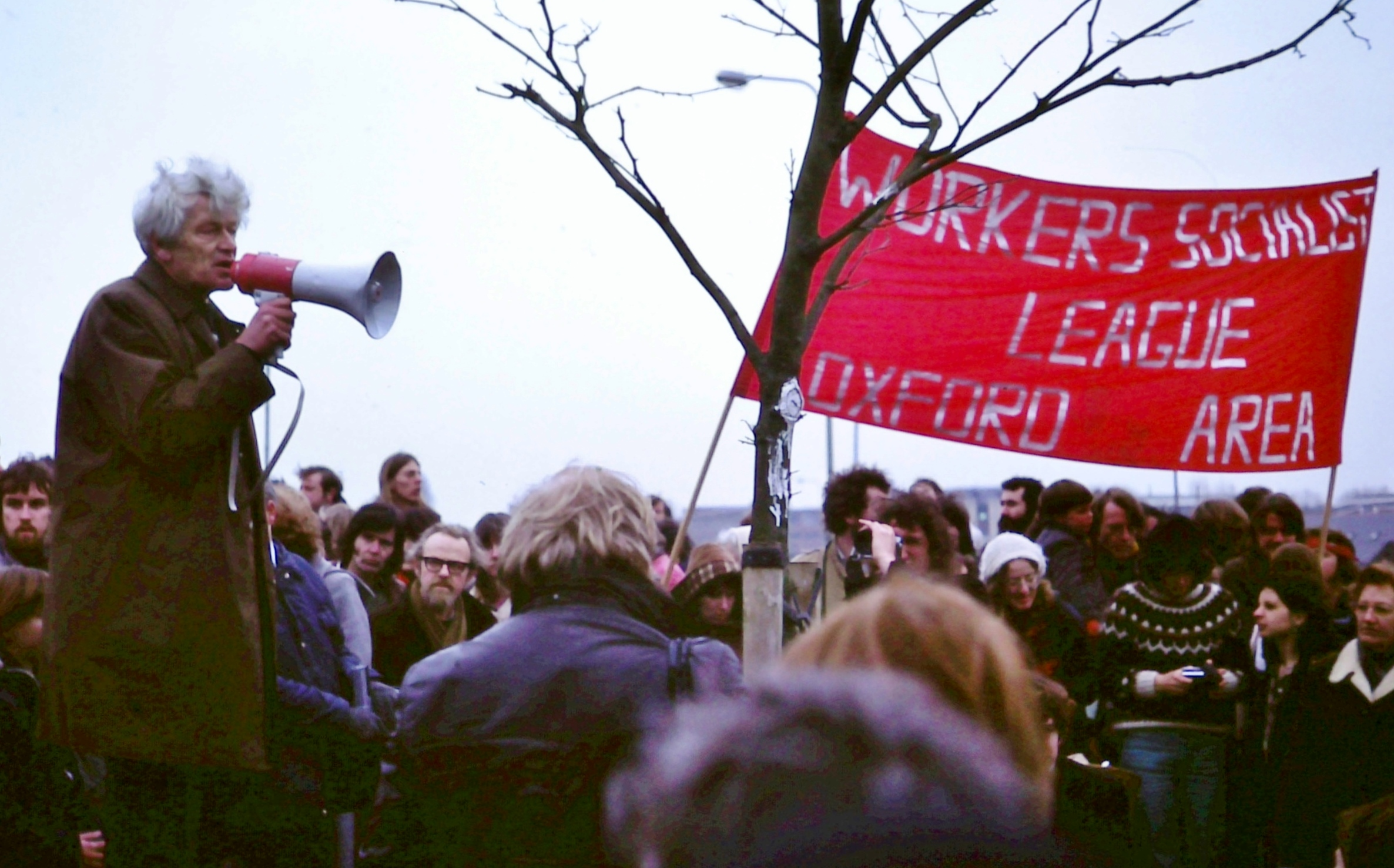
تامپسون در تظاهرات ضد سلاح‌های هسته‌ای در سال ۱۹۸۰

تامپسون یکی از اندیشه‌پردازان کلیدی حزب کمونیست بریتانیا بود. اگر چه او این حزب را در سال ۱۹۵۶ و به‌دلیل مناقشه‌ای که بر سر حملهٔ شوروی به مجارستان رخ داد ترک گفت، با این حال مورخی در سنت مارکسیستی باقی ماند و خواستار شورش علیه استالینیسم بود چراکه این کار را لازمهٔ احیای اعتماد کمونیست‌ها به چشم‌اندازهای انقلابی‌شان می‌دانست. تامپسون نقشی کلیدی در برآمدن چپ نو در بریتانیا در اواخر دههٔ ۱۹۵۰ داشت. او تریبون پر سر و صدای منتقدان دست‌چپی و سوسیالیستِ دولت برخاسته از حزب کارگر در سال‌های ۱۹۶۷–۱۹۷۰ و ۱۹۷۴–۱۹۷۹ بود، از نخستین و ثابت‌قدم‌ترین حامیان کمپین خلع سلاح هسته‌ای به‌شمار می‌رفت و در دههٔ ۱۹۸۰ به چهرهٔ شاخص فکری این جنبش در اروپا بدل شد.